# Battle of the Year

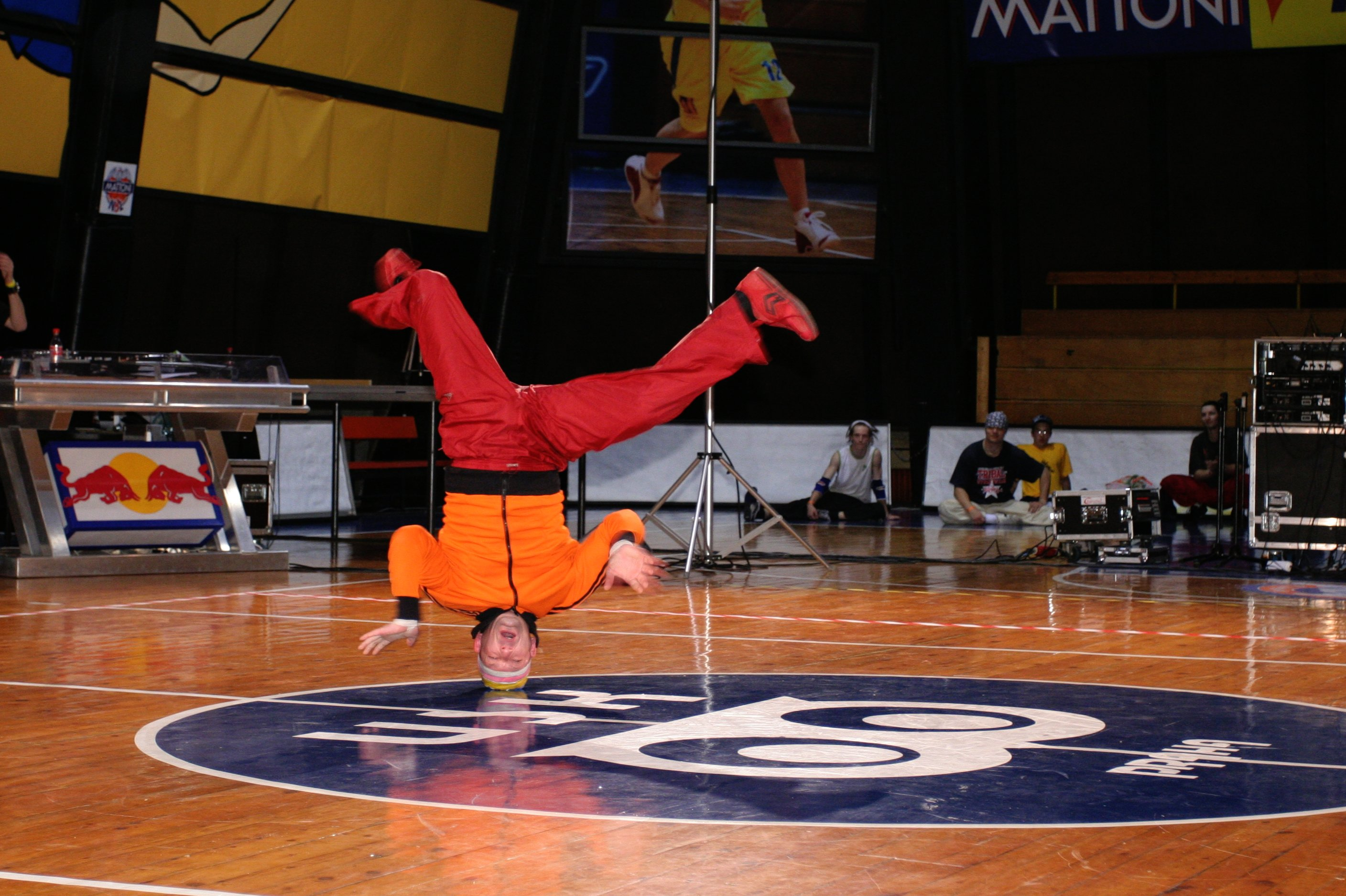
Hahny beim BOTY 2006

Das Battle of the Year (abgekürzt BOTY) ist ein jährlich stattfindender, internationaler Breaking-Wettbewerb. Bei dem Turnier, das aus Finale und Vorwettkämpfen besteht, treten Crews von Tänzern aus verschiedenen Regionen der Welt gegeneinander an.

## Allgemeines
Das Battle of the Year wurde 1990 von Thomas Hergenröther gegründet und fand zunächst im Freizeitheim Döhren in Hannover statt. Ab 2001 war für längere Zeit die Volkswagenhalle in Braunschweig Austragungsort. Nachdem das Battle of the Year International drei Jahre in Folge in Montpellier (Frankreich) veranstaltet worden war, kehrte das Finale 2013 wieder nach Braunschweig zurück.

## Format der Serie
Das Turnier beginnt jedes Jahr mit einer Serie von Qualifikationsturnieren (sog. preliminaries) in Ländergruppen wie auch in einigen einzelnen Ländern, deren Gewinner am BOTY International teilnehmen. 
Zu Beginn stehen die Choreographien der einzelnen Gruppen, bei der die Crews eine Show von höchstens 6 Minuten vorführen und damit ihre Fähigkeit, die unterschiedlichen Stile im Breaking zu vereinen, demonstrieren. Eine Jury bewertet die konkurrierenden Gruppen, wobei bestimmte Kriterien für die Shows gelten. Anschließend werden anhand der Shows die vier besten Gruppen ermittelt, die dann in sogenannten Battles, einer Art tänzerischem Wettkampf, direkt gegeneinander antreten. In den Halbfinalen tanzt die erstplatzierte Crew gegen die viertplatzierte sowie die zweitplatzierte gegen die drittplatzierte Crew. Die Gewinner der jeweiligen Halbfinale kämpfen dann schließlich um den Weltmeisterschaftstitel. Zudem erhält die Crew mit der höchsten Bewertung für die Choreographie eine Auszeichnung für die beste Show.

### Bewertungskriterien
Eine fünfköpfige Jury, bestehend aus B-Boy Legenden, bewertet die Shows basierend auf zwei Hauptelementen: Elemente der Kunst und Technik, wobei diese weitere Kriterien einschließen. Das künstlerische Element beinhaltet u. a. die Punkte Thema, Musik, Synchronität und Choreographie. Das technische Element umfasst beispielsweise die Punkte Toprock, Uprock, Footwork und Powermoves.

## Qualifikation und Preliminaries
Der Champion der Weltmeisterschaft wird immer direkt zur Veranstaltung des nächsten Jahres eingeladen, um seinen Titel verteidigen zu können. Alle anderen Gruppen qualifizieren sich in den weltweit abgehaltenen Vorentscheidungen. In einigen Ausnahmen kam es vor, dass Crews direkt eingeladen wurden (meist wenn es keine Vorentscheidungen in der jeweiligen Region gibt).
Die Qualifikationen bestehen erstens aus länderspezifischen Vorrunden und des Weiteren aus regionalen Vorentscheiden. Ursprünglich hatte jedes Land seinen eigenen Qualifikationswettbewerb und schickte damit eine Gruppe zu den Weltmeisterschaften. Jedoch wuchsen einige Länder mit den Jahren zu Regionen zusammen. Beispielsweise startete im Jahr 2007 das neue BOTY Asia als regionale Vorrunde, womit nun die besten 3 Crews dieses Wettbewerbs zur Weltmeisterschaft geschickt werden. In den Vorjahren hingegen schickten Länder wie Korea, Japan, China und Taiwan ihre beste Crew aus der jeweils eigenen Qualifikation in den Wettkampf.

### Qualifikation von Ländergruppen
Diese Tabelle zeigt die Regionen und die jeweiligen Länder für diese Region, sowie die Anzahl der Crews, die zur Weltmeisterschaft geschickt wurden bzw. werden.
| Region                  | geschickte Crews | Länder |
| ----------------------- | ---------------- | --- |
| BOTY Asia               | 3                | Volksrepublik China, Indonesien, Japan, Südkorea, Laos, Malaysia, Philippinen, Singapur, Taiwan, Thailand, Vietnam                                                         |
| BOTY Balkans            | 1                | Albanien, Bosnien und Herzegowina, Bulgarien, Zypern, Griechenland, Nordmazedonien, Montenegro, Rumänien, Serbien, Türkei                                                  |
| BOTY BeNeLux            | 1                | Belgien, Luxemburg, Niederlande |
| BOTY Iberica            | 1                | Portugal, Spanien |
| BOTY North East Europe* | 0                | Belarus, Estland, Lettland, Litauen |
| BOTY Scandinavia*       | 0                | Dänemark, Finnland, Norwegen, Schweden. Die Länder BOTY North East Europe konnten nach Auflösung der Gruppe an der BOTY Scandinavia teilnehmen.*                           |
| BOTY South East Europe  | 0                | ? Bosnien und Herzegowina, (siehe BOTY CE) |
| BOTY Central Europe     | 1                | Dänemark, Estland, Finnland, Kroatien, Lettland, Litauen, Norwegen, Österreich, Polen, Schweden, Schweiz, Slowenien, Slowakei, Tschechien, Ungarn, Vereinigtes Königreich. |

* BOTY North East Europe und Scandinavia waren regionale Vorentscheide. Alle Länder aus Europa, die keine eigene Vorentscheide auf nationaler Ebene haben, können seit 2013 beim BOTY Central Europe teilnehmen. Die oben in der Gruppe BOTY Central Europe eingetragenen Länder aus diesen aufgelösten Gruppen sind laut Webseite des Veranstalters Six Step GmbH in diesem Jahr dabei.

### Nationale Qualifikationen
Staaten die 2013 mit eigenen Vorentscheiden (eine Crew je Land) vertreten sind:  Brasilien,  Frankreich,  Deutschland,  Israel,  Italien,  Singapur,  Südafrika,  Vereinigte Staaten,  Belarus.

## Qualifikation deutschsprachiger Länder
- In Deutschland gibt es seit 2011 einen gemeinsamen nationalen Vorentscheid für das Turnier Battle of the Year. Vorher gab es dafür vier einzelne regionale Wettbewerbe innerhalb des Landes.
- Österreich bewarb sich bisher in der Gruppe Südosteuropa, nun in der Gruppe Mitteleuropa (BOTY Central Europe).
- Auch die Schweiz, deren jährliches Turnier zur Bewerbung beim internationalen BOTY, das Battle of the Year Switzerland[4] in Zürich war, tritt nun in der Gruppe Mittel- bzw. Zentral-Europa an.

Die ehemaligen Vorwettkämpfe Deutschlands waren:
- Battle of the East

Das Battle of the East, die ostdeutsche Meisterschaft im Breaking, war 1997 bis 2010 einer der 4 Vorentscheide für die Qualifikation zum Battle of the Year national. Das BOTE ist das Turnier für die Bundesländer Mecklenburg-Vorpommern, Brandenburg, Sachsen-Anhalt, Sachsen und Thüringen. Seit 1997 ist der Steinhaus e. V. aus Bautzen Veranstalter und Ausrichter des jährlich stattfindenden Wettbewerbs. In Kooperation mit verschiedenen Partnern organisiert der Verein regelmäßig ein Rahmenprogramm mit Workshops, Ausstellungen, Filmvorführungen und Partys um die Veranstaltung. Seit 2005 wird das Battle of the East in Leipzig ausgetragen.
- Battle des Südens

Das Battle des Südens oder auch Battle of the South ist die süddeutsche Meisterschaft im Breaking und damit ebenfalls für die Qualifikation zum BOTY national von Bedeutung. Vertreten sind hier die Bundesländer Bayern, Baden-Württemberg, Rheinland-Pfalz, Hessen und Saarland.
- Battle of the Year Nord- und Westdeutschland

Der Vorentscheid für Nord- und Westdeutschland, früher Münsterbattle genannt, besteht für die Bundesländer Nordrhein-Westfalen, Niedersachsen, Schleswig-Holstein sowie für Bremen und Hamburg.
- Battle of Berlin

Aufgrund der besonderen Größe der Breakingszene in der Metropole Berlin erhielt bis 2010 auch die Hauptstadt mit dem Battle of Berlin (ehemals B-Berlin Open), der Berliner Meisterschaft, ihren eigenen Vorentscheid zum Battle of the Year national.

### Battle of the Year Germany
Hier traten die jeweils drei besten Gruppen aus den vier regionalen Qualifikationen und die Gewinner-Crew des Vorjahres gegeneinander an. Der Erstplatzierte qualifiziert sich für das internationale Finale in Braunschweig. Das BOTY Germany fand seit 2002 im Pavillon Hannover statt.

### BOTY International Champions seit 1990
| Jahr | Gewinner            | Zweitplatzierter  | Best Show         |
| ---- | ------------------- | ----------------- | ----------------- |
| 2019 | Last Squad          | Artistreet        | Artistreet        |
| 2018 | Jinjo               | Found Nation      | Jinjo             |
| 2017 | The Floorriorz      | Vagabonds         | The Flooriorz     |
| 2016 | The Floorriorz      | Melting Force     | Melting Force     |
| 2015 | The Floorriorz      | Kienjuice         | Doble K.O. Team   |
| 2014 | Predatorz           | Fusion MC         | Fusion MC         |
| 2013 | Fusion MC           | The Ruggeds       | Floorriorz        |
| 2012 | Vagabonds           | Floorriorz        | Vagabonds         |
| 2011 | Vagabonds           | Battle Born       | Vagabonds         |
| 2010 | Jinjo               | Mortal Combat     | Mortal Combat     |
| 2009 | Gamblerz            | Top 9             | All Area          |
| 2008 | Top 9               | TIP               | Top 9             |
| 2007 | Extreme             | Turn Phase Crew   | Turn Phase Crew   |
| 2006 | Vagabonds           | Last For One      | Vagabonds         |
| 2005 | Last For One        | Ichigeki          | Ichigeki          |
| 2004 | Gamblerz            | Fantastik Armada  | Break the Funk    |
| 2003 | Pockémon            | Expression        | Fire Works        |
| 2002 | Expression          | Vagabonds         | Vagabonds         |
| 2001 | Wanted Posse        | Team Ohh          | Visual Shock      |
| 2000 | Flying Steps        | Waseda Breakers   | Waseda Breakers   |
| 1999 | Suicidal Lifestyle  | Rock Force Crew   | Spartanic Rockers |
| 1998 | Rock Force Crew     | The Family        | Spartanic Japan   |
| 1997 | Style Elements      | Southside Rockers | Southside Rockers |
| 1996 | Toys In Effect      | Enemy Squad       | Nicht verliehen   |
| 1995 | / The Family        | Enemy Squad       | Nicht verliehen   |
| 1994 | Vlinke Vuesse       | Enemy Squad       | Nicht verliehen   |
| 1993 | Always Rockin' Tuff | Fresh Force       | Nicht verliehen   |
| 1992 | Battle Squad        | Second To None    | Nicht verliehen   |
| 1991 | Battle Squad        | TDB               | Nicht verliehen   |
| 1990 | / TDB               | Crazy Force Crew  | Nicht verliehen   |

## Jahr 2014

### WM 2014: Ergebnisse
|  | Viertelfinale 3. gg. 6. und 4. gg. 5. Platz | Viertelfinale 3. gg. 6. und 4. gg. 5. Platz | Viertelfinale 3. gg. 6. und 4. gg. 5. Platz |  |  | Halbfinale | Halbfinale    | Halbfinale |  |  | Finale    | Finale    | Finale |
|  |                                             |                                             |                                             |  |  |            |               |            |  |  |           |           |        |
|  |                                             |                                             |                                             |  |  | 1          | Fusion MC     | W          |  |  |           |           |        |
|  | 2                                           | The Ruggeds                                 | L                                           |  |  |            | S.I.N.E       | L          |  |  |           |           |        |
|  | 3                                           | S.I.N.E Crew                                | W                                           |  |  |            |               |            |  |  | Fusion MC | 2.        |        |
|  |                                             |                                             |                                             |  |  |            |               |            |  |  |           | Predatorz | 1.     |
|  |                                             |                                             |                                             |  |  | 1          | Predatorz     | W          |  |  |           |           |        |
|  | 2                                           | Infamous                                    | L                                           |  |  |            | Body Carnival | L          |  |  |           |           |        |
|  | 3                                           | Body Carnival                               | W                                           |  |  |            |               |            |  |  |           |           |        |

### Jahr 2014: Liste der Crews
| Crew, Ort             | Qualifikation                |
| --------------------- | ---------------------------- |
| 619 Fellerz           | Gewinner BOTY Nigeria        |
| Black Out Crew        | Gewinner BOTY Balkans        |
| Body Carnival         | Gewinner BOTY Japan          |
| Crazy Elements Crew   | Gewinner BOTY Senegal        |
| Fusion MC             | Gewinner BOTY Finals 2013    |
| Gravedad Zero         | Gewinner BOTY Mexico         |
| Infamous              | Gewinner BOTY France         |
| Last Alive            | Gewinner BOTY Italy          |
| Predatorz             | Gewinner BOTY CIS / Belarus  |
| S.I.N.E Crew          | Gewinner BOTY South Asia     |
| Soul Mavericks        | Gewinner BOTY Central Europe |
| Street Son Crew       | Gewinner BOTY Brazil         |
| Ten Years in a Moment | Gewinner BOTY Taiwan         |
| The Ruggeds           | Gewinner BOTY BeNeLux        |
| The Saxonz            | Gewinner BOTY Germany        |
| Unstoppabullz         | Gewinner BOTY Israel         |

## Jahr 2013

### WM 2013: Ergebnisse
|  | Viertelfinale 3. gg. 6. und 4. gg. 5. Platz | Viertelfinale 3. gg. 6. und 4. gg. 5. Platz | Viertelfinale 3. gg. 6. und 4. gg. 5. Platz |  |  | Halbfinale | Halbfinale      | Halbfinale |  |  | Finale    | Finale      | Finale |
|  |                                             |                                             |                                             |  |  |            |                 |            |  |  |           |             |        |
|  |                                             |                                             |                                             |  |  | 1          | B-Town Allstars | L          |  |  |           |             |        |
|  | 2                                           | Vinotinto                                   | L                                           |  |  |            | Fusion MC       | W          |  |  |           |             |        |
|  | 3                                           | Fusion MC                                   | W                                           |  |  |            |                 |            |  |  | Fusion MC | 1.          |        |
|  |                                             |                                             |                                             |  |  |            |                 |            |  |  |           | The Ruggeds | 2.     |
|  |                                             |                                             |                                             |  |  | 1          | Floorriorz      | L          |  |  |           |             |        |
|  | 2                                           | KGB TC Unity                                | L                                           |  |  |            | The Ruggeds     | W          |  |  |           |             |        |
|  | 3                                           | The Ruggeds                                 | W                                           |  |  |            |                 |            |  |  |           |             |        |

Beste Show:  Floorriorz

### Jahr 2013: Liste der Crews
| Crew, Ort                  | Qualifikation |
| -------------------------- | ------------- |
| WaveOmatics                |               |
| De Klan                    |               |
| Floorriorz                 |               |
| Hunters Crew, Minsk        |               |
| S.I.N.E. Crew              |               |
| Vinotinto                  |               |
| KGB TC Unity               |               |
| Fusion MC                  |               |
| Soul Mavericks             |               |
| Unstopabullz               |               |
| The Ruggeds                |               |
| B-Town Allstars, Berlin    |               |
| Knucklehead Zoo, Las Vegas |               |
| Melting Force              |               |
| Space Unlimited            |               |

## Jahr 2012

### WM 2012: Ergebnisse
|  | Halbfinale | Halbfinale     | Halbfinale |  |  | Finale | Finale     | Finale |
|  |            |                |            |  |  |        |            |        |
|  |            |                |            |  |  |        |            |        |
|  |            | Pockemon Crew  | L          |  |  |        |            |        |
|  |            | Vagabonds      | W          |  |  |        |            |        |
|  |            |                |            |  |  |        | Vagabonds  | 1.     |
|  |            |                |            |  |  |        | Floorriorz | 2.     |
|  |            | Morning of Owl | L          |  |  |        |            |        |
|  |            | Floorriorz     | W          |  |  |        |            |        |
|  |            |                |            |  |  |        |            |        |

Beste Show:  Vagabonds

### Jahr 2012: Liste der Crews
| Crew, Ort                | Qualifikation                   |
| ------------------------ | ------------------------------- |
| Prodigy Crew             | Gewinner, BOTY SEE 2009/12      |
| Supremos Crew, Valencia  |                                 |
| Pockemon Crew, Lyon      |                                 |
| Hunters Crew, Minsk      |                                 |
| De Clan, Roma/Napoli     | Gewinner BOTY Italy 2009        |
| Lhiba Kingzoo            |                                 |
| Formosa Crew             | 3. Platz, BOTY Asia 2009        |
| Morning of Owl, Suwon    |                                 |
| Dead Prezz, Athen        |                                 |
| The Floorriorz           | 2. Platz 2012                   |
| Kosher Flava             |                                 |
| Upper Underground        |                                 |
| Reckless Gang            |                                 |
| Unity Crew               | Gewinner BOTY South Africa 2012 |
| Team Shmetta             |                                 |
| Vagabonds                | 1. Platz 2012                   |
| Space Unlimited          |                                 |
| Kamikaz Crew, Tizi-Ouzou |                                 |

## Jahr 2009

### WM 2009: Ergebnisse
|  | Halbfinale | Halbfinale    | Halbfinale |  |  | Finale | Finale   | Finale |
|  |            |               |            |  |  |        |          |        |
|  |            |               |            |  |  |        |          |        |
|  |            | Gamblerz      | W          |  |  |        |          |        |
|  |            | Phase-T       | L          |  |  |        |          |        |
|  |            |               |            |  |  |        | Gamblerz | W      |
|  |            |               |            |  |  |        | Top 9    | L      |
|  |            | All Area Crew | L          |  |  |        |          |        |
|  |            | Top 9         | W          |  |  |        |          |        |
|  |            |               |            |  |  |        |          |        |

Beste Show:  All Area Crew

### Jahr 2009: Liste der Crews
| Crew                  | Qualifikation                     |
| --------------------- | --------------------------------- |
| Top 9                 | Champion, BOTY International 2008 |
| Soul Mavericks        | Gewinner, BOTY UK 2009            |
| Phase T               | Gewinner, BOTY France 2009        |
| Prodigy Crew          | Gewinner, BOTY SEE 2009           |
| Breakers Without Fear | Gewinner, BOTY Balkans 2009       |
| Belarusian B-Boys     | Gewinner, BOTY CIS 2009           |
| Team Shmetta          | Gewinner, BOTY Benelux 2009       |
| Gamblerz              | 2. Platz, BOTY Asia 2009          |
| Formosa               | 3. Platz, BOTY Asia 2009          |
| All Area              | Gewinner, BOTY Asia 2009          |
| Myztikal              | Gewinner, BOTY Caricom 2009       |
| Unstopabulls          | Gewinner, BOTY Israel 2009        |
| Octagon               | Gewinner, BOTY Scandinavia 2009   |
| De Klan               | Gewinner BOTY Italy 2009          |
| Funk Fellaz           | Gewinner BOTY Germany 2009        |
| Ubuntu B Boyz         | Gewinner BOTY Africa 2009         |
| Knuckle Head Zoo      | Direkte Teilnahme                 |
| Ghost Rockz           | Gewinner BOTY Switzerland 2009    |
| Amazon B Boyz         | Gewinner BOTY Brazil 2009         |

## Jahr 2008

### WM 2008: Ergebnisse
|  | Halbfinale | Halbfinale | Halbfinale |  |  | Finale | Finale | Finale |
|  |            |            |            |  |  |        |        |        |
|  |            |            |            |  |  |        |        |        |
|  |            | T.I.P.     | W          |  |  |        |        |        |
|  |            | Formosa    | L          |  |  |        |        |        |
|  |            |            |            |  |  |        | T.I.P. | L      |
|  |            |            |            |  |  |        | Top 9  | W      |
|  |            | Top 9      | W          |  |  |        |        |        |
|  |            | smokémon   | L          |  |  |        |        |        |
|  |            |            |            |  |  |        |        |        |

Beste Show:  Top 9

### Jahr 2008: Liste der Crews
Diese Liste liegt in chronologischer Reihenfolge vom Datum der Qualifikation vor.
| Crew                       | Qualifikation                         |
| -------------------------- | ------------------------------------- |
| Extreme Crew               | Champion, BOTY International 2007     |
| Bad Taste Cru              | Gewinner, BOTY UK 2008                |
| Groove Kingz               | Gewinner, BOTY Benelux 2008           |
| Smokemon                   | Gewinner, BOTY France 2008            |
| Dead Prezz                 | Gewinner, BOTY Balkans 2008           |
| Crazy Twisting Tribal Team | Gewinner, BOTY South East Europe 2008 |
| Top 9                      | Gewinner, BOTY Russia 2008            |
| La Halla King Zoo          | Gewinner, BOTY West Africa 2008       |
| T.I.P.                     | Gewinner, BOTY Asia 2008              |
| Formosa                    | 2. Platz, BOTY Asia 2008              |
| Kaiten Ninja               | 3. Platz, BOTY Asia 2008              |
| Now or Never               | Gewinner, BOTY Canada 2008            |
| Unstopabulls               | Gewinner, BOTY Israel 2008            |
| Ghost Rockz                | Gewinner, BOTY Switzerland 2008       |
| Tsunami Allstars           | Gewinner, BOTY Brazil 2008            |
| TNT Crew                   | Gewinner, BOTY Germany 2008           |
| Octagon                    | Gewinner, BOTY Scandinavia 2008       |
| Fallen Angels Crew         | Gewinner, BOTY Iberica 2008           |
| Furious Soldiers           | Gewinner, BOTY USA 2008               |

## Jahr 2007

### WM 2007: Ergebnisse
|  | Halbfinale | Halbfinale           | Halbfinale |  |  | Finale | Finale           | Finale |
|  |            |                      |            |  |  |        |                  |        |
|  |            |                      |            |  |  |        |                  |        |
|  |            | Legiteam Obstruktion | L          |  |  |        |                  |        |
|  |            | Extreme Crew         | W          |  |  |        |                  |        |
|  |            |                      |            |  |  |        | Extreme Crew     | W      |
|  |            |                      |            |  |  |        | Turn Phrase Crew | L      |
|  |            | Turn Phrase Crew     | W          |  |  |        |                  |        |
|  |            | Funk Fellaz          | L          |  |  |        |                  |        |
|  |            |                      |            |  |  |        |                  |        |

Beste Show:  Turn Phrase Crew
Gewinner Extreme Crew

### Jahr 2007: Liste der Crews
Diese Liste liegt in chronologischer Reihenfolge vom Datum der Qualifikation vor.
| Crew                        | Qualifikation                         |
| --------------------------- | ------------------------------------- |
| Hoochen                     | Gewinner, BOTY Benelux 2007           |
| Sick 7                      | Gewinner, BOTY South East Europe 2007 |
| Plastic Def Squad           | Gewinner, BOTY Balkans 2007           |
| Legiteam Obstruktion        | Gewinner, BOTY France 2007            |
| Rapid Soul Moves            | Gewinner, BOTY Italy 2007             |
| Fallen Angels Crew          | Gewinner, BOTY Iberica 2007           |
| Extreme (Obo Wang) Crew     | Gewinner, BOTY Asia 2007              |
| Turn Phrase Crew            | 2. Platz, BOTY Asia 2007              |
| Ground Scatter Crew         | 3. Platz, BOTY Asia 2007              |
| Breakerholics               | Gewinner, BOTY Israel 2007            |
| Ultimate Desperados         | Gewinner, BOTY Scandinavia 2007       |
| Funk Fellaz                 | Gewinner, BOTY Germany 2007           |
| Ruff'n'X Crew               | Gewinner, BOTY Switzerland 2007       |
| DF Zulu Breakers            | Gewinner, BOTY Brazil 2007            |
| Vagabonds (withdrew)        | Champion, BOTY International 2006     |
| Last Minute Crew (withdrew) | Gewinner, BOTY South Africa 2007      |

## Jahr 2006

### WM 2006: Ergebnisse
|  | Halbfinale | Halbfinale      | Halbfinale |  |  | Finale | Finale       | Finale |
|  |            |                 |            |  |  |        |              |        |
|  |            |                 |            |  |  |        |              |        |
|  |            | Vagabonds       | W          |  |  |        |              |        |
|  |            | Drifterz        | L          |  |  |        |              |        |
|  |            |                 |            |  |  |        | Vagabonds    | W      |
|  |            |                 |            |  |  |        | Last For One | L      |
|  |            | Last For One    | W          |  |  |        |              |        |
|  |            | B-Town Allstars | L          |  |  |        |              |        |
|  |            |                 |            |  |  |        |              |        |

Beste Show:  Vagabonds

### Jahr 2006: Liste der Crews
| Crew                | Qualifikation                         |
| ------------------- | ------------------------------------- |
| Last For One        | Champion, BOTY International 2005     |
| Vagabonds           | Gewinner, BOTY France 2006            |
| Electric Force Crew | Gewinner, BOTY Balkans 2006           |
| Octagon             | Gewinner, BOTY Scandinavia 2006       |
| Top 9               | Gewinner, BOTY Russia 2006            |
| Moving Shadows      | Gewinner, BOTY South East Europe 2006 |
| Ormus Force         | Gewinner, BOTY Italy 2006             |
| Camelot             | Gewinner, BOTY North East Europe 2006 |
| Mortal Combat       | Gewinner, BOTY Japan 2006             |
| Fallen Angels       | Gewinner, BOTY Iberica 2006           |
| Lions of Zion       | Gewinner, BOTY Israel 2006            |
| STO                 | Gewinner, BOTY China 2006             |
| Knuckle Head Zoo    | Gewinner, BOTY USA 2006               |
| Ground Scatter Crew | Gewinner, BOTY South East Asia 2006   |
| Ubuntu              | Gewinner, BOTY South Africa 2006      |
| HRC                 | Gewinner, BOTY Taiwan 2006            |
| B-Town Allstars     | Gewinner, BOTY Germany 2006           |
| Ruff'n'X Crew       | Gewinner, BOTY Switzerland 2006       |
| Drifterz            | Gewinner, BOTY Korea 2006             |
| Floor Burning       | Gewinner, BOTY Benelux 2006           |

## Sonstiges
Der Filmemacher Benson Lee drehte 2007 mit Planet B-Boy einen mehrfach preisgekrönten Dokumentarfilm über das BOTY, der Einblicke gibt, welche Art von Menschen und Künstler an dem Battle of the Year teilnehmen und mitwirken.